# Lixisenatide
Lixisenatide (tên thương mại Lyxumia ở Châu Âu và Adlyxin ở Mỹ và được sản xuất bởi Sanofi) là một chất chủ vận thụ thể GLP-1 tiêm mỗi ngày một lần để điều trị bệnh tiểu đường loại II.

## Sử dụng y tế
Lixisenatide được sử dụng như là chất bổ sung cho chế độ ăn uống và tập thể dục để điều trị bệnh tiểu đường loại II. Ở châu Âu, việc sử dụng nó được giới hạn trong việc bổ sung liệu pháp insulin. Kể từ năm 2017, không rõ liệu chúng có ảnh hưởng đến nguy cơ tử vong của một người hay không.
Nó được cung cấp trong một autoinjection chứa mười bốn liều và được tiêm dưới da.
Lixisenatide không nên được sử dụng cho những người có vấn đề với việc làm rỗng dạ dày. Lixisenatide trì hoãn việc làm rỗng dạ dày, điều này có thể thay đổi nhanh chóng các loại thuốc khác được sử dụng bằng miệng có hiệu lực.
Thuốc chưa được nghiên cứu ở phụ nữ mang thai đủ tốt để đưa ra kết luận và chưa biết liệu lixisenatide có được tiết ra trong sữa mẹ hay không; trong nghiên cứu động vật, thuốc gây hại cho thai nhi của động vật mang thai.

## Tác dụng phụ
Trong khoảng 0,1% trường hợp người ta đã có phản ứng phản vệ với lixisenatide và trong khoảng 0,2% trường hợp thuốc đã gây ra viêm tụy. Sử dụng với insulin hoặc sulfonylurea có thể gây hạ đường huyết. Trong một số trường hợp, những người không có bệnh thận đã bị chấn thương thận cấp tính và ở một số người mắc bệnh thận hiện tại, tình trạng đã trở nên tồi tệ hơn. Bởi vì lixisenatide là một peptid mọi người có thể và thực hiện phát triển một phản ứng miễn dịch với nó mà cuối cùng sẽ làm cho thuốc không hiệu quả; những người đã phát triển kháng thể với lixisenatide có xu hướng bị viêm nhiều hơn tại vị trí tiêm.
Ít nhất 5% số người bị buồn nôn, nôn, tiêu chảy, nhức đầu hoặc chóng mặt sau khi dùng lixisenatide.

## Cơ chế hoạt động
Lixisenatide là một thành viên của nhóm thuốc chủ vận thụ thể peptide-1 giống Glucagon, mỗi loại kích hoạt thụ thể GLP-1. GLP-1 là hoóc môn giúp các tế bào beta tuyến tụy tiết ra insulin để đáp ứng với lượng đường trong máu cao. Vì nó hoạt động giống như hormone bình thường, insulin chỉ được tiết ra khi lượng đường trong máu cao. Giống như GLP-1, nó cũng làm chậm việc làm rỗng dạ dày.

## Hóa học
Lixisenatixe là một peptide được tạo thành từ 44 amino acid, với một nhóm amide trên đầu C của nó.
đã được mô tả là "des-38-proline-exendin-4 (Heloderma suspectum)-(1-39)-peptidylpenta-L-lysyl-L-lysinamide", có nghĩa là nó có nguồn gốc từ 39 amino acid đầu tiên trong chuỗi peptide exendin-4, được phân lập từ nọc độc quái vật Gila, bỏ qua proline ở vị trí 38 và thêm sáu dư lượng lysine. Chuỗi hoàn chỉnh của nó là:
H- His - Gly - Glu -Gly- Thr - Phe -Thr- Ser-Asp-Leu-Ser- Lys - Gln-Met -Glu-Glu-Glu-Ala-Val- Arg-Leu-Phe- Ile -Glu- Trp -Leu-Lys- Asn -Gly-Gly- Pro -Ser-Ser-Gly-Ala-Pro-Pro-Ser-Lys-Lys-Lys-Lys-Lys-Lys-NH2